# Fabiana densa
Fabiana densa är en potatisväxtart som beskrevs av Esprit Alexandre Remy. Fabiana densa ingår i släktet Fabiana och familjen potatisväxter. Inga underarter finns listade i Catalogue of Life.